# Конрад Фейдт
Конрад Фейдт (нім. Conrad Veidt; 22 січня 1893, Берлін — 3 квітня 1943, Лос-Анджелес) — німецький актор театру і кіно, найбільш відомі його акторські роботи у фільмах німецького кіноекспресіонізму.

## Біографія
Ганс Вальтер Конрад Фейдт (у різних російсько- і україномовних джерелах Файдт, Вейдт або Вайдт) народився 22 січня 1893 рік року в Берліні. У 1913 році, не ставши складати випускні іспити, він кинув гімназію Гогенцоллернів в Берліні і поступив у театральну школу Макса Рейнхардта в Німецькому театрі. З травня 1913 року виступав на сцені з невеликими ролями. 28 січня 1914 року був призваний в армію, з 2 травня 1915 року знаходився на Східному фронті. Переніс захворювання жовтяницею, після чого був спрямований на службу конюхом у Тільзіт. Приблизно до початку 1916 року грав в місцевому міському театрі (директор — Курт Гребін), потім поступив у трупу Німецького театру в Лієпаї. У цих військових театрах, що знаходилися в декількох кілометрах від лінії фронту, він зіграв свої перші великі класичні ролі — за п'єсами Шекспіра, Гете, Шиллера, Ібсена, Стріндберга. У 1916—1917 роках знову працював у трупі в Макса Рейнхардта, де його партнерами були Еміль Яннінгс, Вернер Краус і Пауль Вегенер. У 1919—1923 роках працював у різних берлінських театрах.
Наприкінці 1916 року Фейдт дебютував у кіно. Важливою для нього стала співпраця з режисером Ріхардом Освальдом, який доручав йому ролі у своїх «просвітницьких фільмах». У 1919 році великий ажіотаж викликав фільм «Не такий як усі», де Фейдт зіграв скрипаля-гомосексуала, який через шантаж кінчає життя самогубством.
У 1919 році Фейдт заснував власну виробничу компанію «Фейдт-фільм». Наступного року він з'явився на екрані у своїй найзнаменитішій ролі сомнамбули Чезаре у фільмі «Кабінет доктора Калігарі» (Das Cabinet des Dr. Caligari, 1920). Завдяки виразності і пластичності Фейдт став ідеальним актором кіноекспресіонізму. У подальші роки завдяки ролям у фільмах жахів — у тому числі таких, як «Голова Януса» (Der Januskopf, 1920) Ф. В. Мурнау, «Кабінет воскових фігур» (1924) Пауля Лені, «Руки Орлака» (1924) Роберта Віне, «Празький студент» (1926) Генріка Галеєна, — сформувався його образ «демона німецького німого кіно».
Разом з Емілем Яннінгсом Фейдт став самою високооплачуваною зіркою німецького кіно. У вересні 1926 рік року на запрошення Джона Беррімора він вирушив до Голлівуду. У Америці знявся в чотирьох фільмах, у тому числі в класичному «Людина, яка сміється» за романом Віктора Гюго. 27 лютого 1929 року він повернувся в Німеччину з наміром надалі поперемінно працювати в Німеччині і США. На відміну від багатьох колег, Фейдт досить легко пережив прихід звуку в кіно, адаптувавши стиль своєї гри до вимог, що змінилися.
Після приходу до влади націонал-соціалістів Фейдт працював переважно у Великій Британії, але в той же час став членом імперської кінопалати і знявся у фільмі УФА «Вільгельм Телль» (Wilhelm Tell, 1934). У 1934 році, будучи пацифістом і в третьому шлюбі одруженим з єврейкою, Фейдт зіграв заголовну роль у фільмі «Єврей Зюсс» (Jew Suss, 1934) Лотара Мендеса за однойменним романом Ліона Фейхтвангера. Після цього фільму шлях до Німеччини йому був закритий.
У 1939 році Фейдт отримав британське громадянство. У 1940 році переїхав до Голлівуду і продовжував зніматися в кіно, виконуючи в основному ролі нацистів. Найвідоміша з них — роль майора Штрассера в «Касабланці» (Casablanca, 1942). Примітна також роль чаклуна Джафара в класичному фільмі-казці «Багдадський злодій» (The Thief of Bagdad, 1940)
Конрад Фейдт помер від паралічу серця 3 квітня 1943 рік року у Голлівуді під час гри в гольф.

## Вибіркова фільмографія
Всього Фейдт знявся у 118 фільмах.
- 1916 — Дорога смерті — Рольф
- 1918 — Не жінкою народжений — Сатана
- 1919 — Ноктюрн кохання / Nocturno der Liebe — Фредерик Шопен
- 1919 — Не такий як усі / Anders als die Andern
- 1919 — Навколо світу за 80 днів / Die Reise um die Erde in 80 Tagen — Філеас Фогг
- 1920 — Граф Каліостро / Der Graf von Cagliostro — Міністр
- 1920 — Сатана / Satanas — Люцифер
- 1920 — Кабінет доктора Калігарі / Das Cabinet des Dr. Caligari — Чезаре
- 1920 — Голова Януса / Der Januskopf — доктор Воррен/містер O'Коннор
- 1921 — Бажання / Sehnsucht — російський танцюрист Іван
- 1921 — Леді Гамільтон / Lady Hamilton — Гораціо Нельсон
- 1922 — Індійська гробниця / Das indische Grabmal — Айян III, магараджа Бенгалії
- 1922 — Лукреція Борджіа / Lucrezia Borgia — Чезаре Борджіа
- 1923 — Bride of Vengeance — Чезаре Борджіа
- 1923 — Паганіні — Ніколо Паганіні
- 1924 — Руки Орлака / Orlacs Hände — Орлак
- 1924 — Ню / Nju — Eine unverstandene Frau — незнайомець
- 1924 — Кабінет воскових фігур / Das Wachsfigurenkabinett — Іван Грозний
- 1926 — Празький студент / Der Student von Prag — студент Балдуїн
- 1926 — Улюблений шахрай / Die Flucht in die Nacht — король Луї XI
- 1927 — Кохана бестія — король Людовік XI
- 1927 — Минуле людини / A Man's Past — Павло Ла Роч
- 1928 — Людина, яка сміється / The Man Who Laughs — Гуїнплен
- 1931 — Вирішальна ніч — генерал Григорій Платов
- 1932 — Конгрес танцює / The Congress Dances — князь Меттерніх
- 1932 — Распутін / Rasputin — Григорій Распутін
- 1934 — Єврей Зюсс / Jew Süss — Зюсс Оппенгеймер
- 1937 — Похмура подорож / Dark Journey — фон Марвіц
- 1940 — Багдадський злодій / The Thief of Bagdad — Джафар
- 1940 — Втеча / Escape — генерал Курт фон Кольб
- 1941 — Протягом всієї ночі / All Through the Night — Еббінг
- 1941 — Обличчя жінки / A Woman's Face — Торстен Беррінг
- 1942 — Нацистський агент / Nazi Agent — Отто Беккер/Барон Х'юго фон Детнер
- 1942 — Касабланка / Casablanca — Майор Генріх Штрассер
- 1942 — Поза підозрою / Above Suspicion — Хассерт Зейдель